# Imperio colonial danés
El Imperio colonial danés fue un conjunto de territorios de ultramar, que en cierto modo puede considerarse que fuera posesiones coloniales de la monarquía danesa desde principios del siglo XIII, cuando obtuvo territorios en Estonia. En la unión personal con Noruega, el Reino de Dinamarca y Noruega heredó las viejas posesiones noruegas: Groenlandia, las islas Feroe, Órcadas, las Islas Shetland e Islandia. En el siglo XVII, simultáneamente con las pérdidas territoriales en la Península Escandinava, el Reino de Dinamarca y Noruega comenzó a establecer colonias, fortalezas y puestos comerciales en África, el Caribe y la India.
Cristián IV de Dinamarca inició una expansión política en el comercio ultramarino de Dinamarca, como parte de la ola de mercantilismo que barría Europa, estableciéndose la primera colonia de Dinamarca en Trankebar, al sur de la India en 1620. El Almirante Ove Gjedde condujo una expedición que estableció la colonia.
En África, Dinamarca tenía puestos comerciales y fortalezas, particularmente en Ghana (Osu, retitulado a Christiansborg, Takoradi). Todos estos establecimientos fueron vendidos a los Británicos en 1850, pasando a convertirse en la colonia británica de Costa de Oro.
Las Indias Occidentales Danesas, actuales Islas Vírgenes de los Estados Unidos, fueron colonizadas en 1672 por la Compañía Danesa de las Indias Occidentales. Las islas fueron vendidas en 1917 a los Estados Unidos por 25 millones de dólares.
Durante la Segunda Guerra Mundial, mientras Dinamarca fue ocupada, Islandia declaró su independencia. 
El único vestigio restante significativo de este imperio es Groenlandia, cuya condición de colonia cesó en 1953, y ahora es una región autónoma del estado danés. Las Islas Feroe también son un territorio autónomo dentro de Dinamarca desde 1948.

## India
Dinamarca tuvo algunas colonias y puestos de comercio a lo largo de la costa de la India (excepto en Ceilán/Sri Lanka) entre los siglos XVII y XIX, que finalmente fueron vendidas o cedidas al Reino Unido, que se había convertido en la potencia dominante de la zona.
La presencia danesa en la zona se remonta a 1620, con la fundación por parte de la Compañía danesa de las Indias Orientales de un fuerte (Fort Danesborg) en la ciudad de Trankebar, la cual sería la capital de las posesiones danesas en el subcontinente. La posesión de esta colonia, con algunas interrupciones, se prolongó hasta 1845, cuando con la construcción de un nuevo ferrocarril su transitado puerto declinó en importancia y fue vendida a los británicos. Desde este primer asentamiento se colonizaron otras zonas:
- Oddeway Torre, en la Costa Malabar desde 1696 a 1722
- Danmarksnagore (actual Gondalpara) desde 1698 a 1714.
- Calicut de 1752 a 1791.
- Frederiksnagore (actual Serampore) fue adquirida en 1755 y en ella llegó a establecerse una Universidad danesa en 1829, la cual todavía existe a día de hoy, fue finalmente vendida a los británicos en 1839.
- Las Islas Nicobar (que recibieron el nombre de Frederiksøerne o Islas de Frederick) de 1754 a 1869.
- Balasore fue ocupada en 1763 (ya lo había sido con anterioridad en el periodo de 1636 a 1646) y vendida a los británicos en 1845.

En 1799 todos los territorios pasaron a ser colonias de la corona danesa. Durante las guerras napoleónicas los ingleses atacaron al comercio danés entre mayo de 1801 y agosto de 1802, y nuevamente entre 1808 y el 20 de septiembre de 1815, llegando incluso a ocupar Fort Danesborg y Frederiksnagore. Los derechos sobre las Islas Nicobar fueron vendidos finalmente en 1869 al Reino Unido.

## Caribe
Dinamarca adquirió la isla de Saint Thomas en 1671, San Juan (hoy St. John) en 1718, y compró St. Croix a Francia en 1733. La economía de todas estas islas estaba basada sobre todo en el cultivo de la caña de azúcar. Estas islas eran conocidas como Indias Occidentales Danesas y fueron vendidas finalmente a los Estados Unidos en 1917 por 25 millones de dólares. Los daneses habían estado intentando librarse de la soberanía de las islas desde hacía unas décadas, puesto que la economía de las mismas había ido en declive. Los Estados Unidos esperaban utilizarlas como bases navales. Desde 1917 se las conoce como las Islas Vírgenes de los Estados Unidos.

## África
Dinamarca mantuvo varias factorías y cuatro fortalezas en la Costa del Oro (en la actual Ghana). Las tres estaciones comerciales eran: fortaleza Frederiksborg (Kpompo), fortaleza Christiansborg, (por Acra en 1661) que fue comprada a Suecia, y Frederiksberg. Las fortalezas eran: la fortaleza Prinsensten construida en 1784, fortaleza Augustaborg a partir de 1787, fortaleza Friedensborg y la fortaleza Kongensten, varias de las cuales son ruinas hoy. De éstas, solamente una todavía se utiliza hoy, la fortaleza Christiansborg, que es la residencia del presidente ghanés en Ghana. En Frederiksborg se intentó crear plantaciones pero no tuvieron éxito. La fortaleza Christiansborg se convirtió en el centro del poder danés en África occidental a la vez que en epicentro para el comercio de esclavos hacia las Indias Occidentales Danesas. En 1807, el pueblo Akan (subgrupo Ashanti) acabó con los socios de negocio africanos de Dinamarca, lo que condujo el abandono de todos los establecimientos comerciales. Dinamarca vendió sus fortalezas al Reino Unido en 1850.

## Territorios

Asentamientos daneses en la India entre 1620 y 1845.

El Imperio colonial danés contó con muy pocas colonias alrededor del mundo. Actualmente sólo conserva Groenlandia y las islas Feroe (como estados independientes). Sus territorios fueron:

### América
- Groenlandia (autónoma desde 1953, pero sigue perteneciendo a Dinamarca)
- Indias Occidentales Danesas (actualmente denominadas Islas Vírgenes, cedidas a los Estados Unidos)

### Europa
- Noruega (estado asociado de Dinamarca, con el que formaba el Reino de Dinamarca y Noruega)
- Islandia (independencia declarada desde 1919 como monarquía con el mismo rey que Dinamarca y proclamación de la república  tras la Segunda Guerra Mundial)
- Islas Feroe (territorio autónomo desde 1948)

### África
- Costa de Oro danesa

### Asia
- India danesa